# Скорлятка
Скорля́тка (в других источниках упоминается как Скорля́дка) — ныне несуществующая деревня, располагавшаяся на территории сегодняшнего Майнского района Ульяновской области южнее села Поповка в развилке между рекой Гуща и её притоком.

## История
В описании Симбирского наместничества (губернии) относящемуся к 1780 году указано, что деревня располагается при ключе Ольховом (в других источниках — при ключе Елховом), относясь к Тагайскому уезду находится в двух верстах от Тагая и в 61-й версте от Синбирска..
С 1796 года в Сенгилеевском уезде Симбирской губернии.
Э.И. Стогов в своих воспоминаниях указывает, что деревня некоторое время была имением помещика Бабкина, которое впоследствии приобрел для своего сына Николая помещик Русской Цильны Егор Николаевич Мотовилов. Причиной покупки стали частые купания внука старика — Георгия:
Жена Николая, любящая опрятность, по два и по три раза в день
купала крошку сына. Это старику надоело. Он отправился к помещику Бабкину и предложил ему продать своё имение Скорлятку, в котором считалось 100 душ, с условием продать все, что́ есть. Бабкину предлагалось надеть только шинель и шапку и выехать из имения. Не только белье, но одежду и все запасы: чая, сахара, кофе, часы в доме, серебро, посуду – все оставить покупателю. Бабкин запросил 80 000 рублей; старик не торговался и заплатил. Приехав домой с купчею, старик Мотовилов вручил её сыну Николаю и дал ему еще 5 000 рублей на первые потребности, а невестке ласково и шутя сказал: – Ну, матушка, будешь довольна, там воды сколько хочешь, можешь купать своего сына.
На 1859 год сельцо Скорлятка в 3-м стане, на коммерческом тракте из г. Карсуна в г. Сызрань, в Сенгилеевском уезде Симбирской губернии.
На 1900 год  в с-це Скорлядке не было церкви, поэтому прихожане ходили в церковь села Поповка (Майнский район).
Деревня пришла в упадок к концу первой половины XX века, во второй — фактически прекратила своё существование.

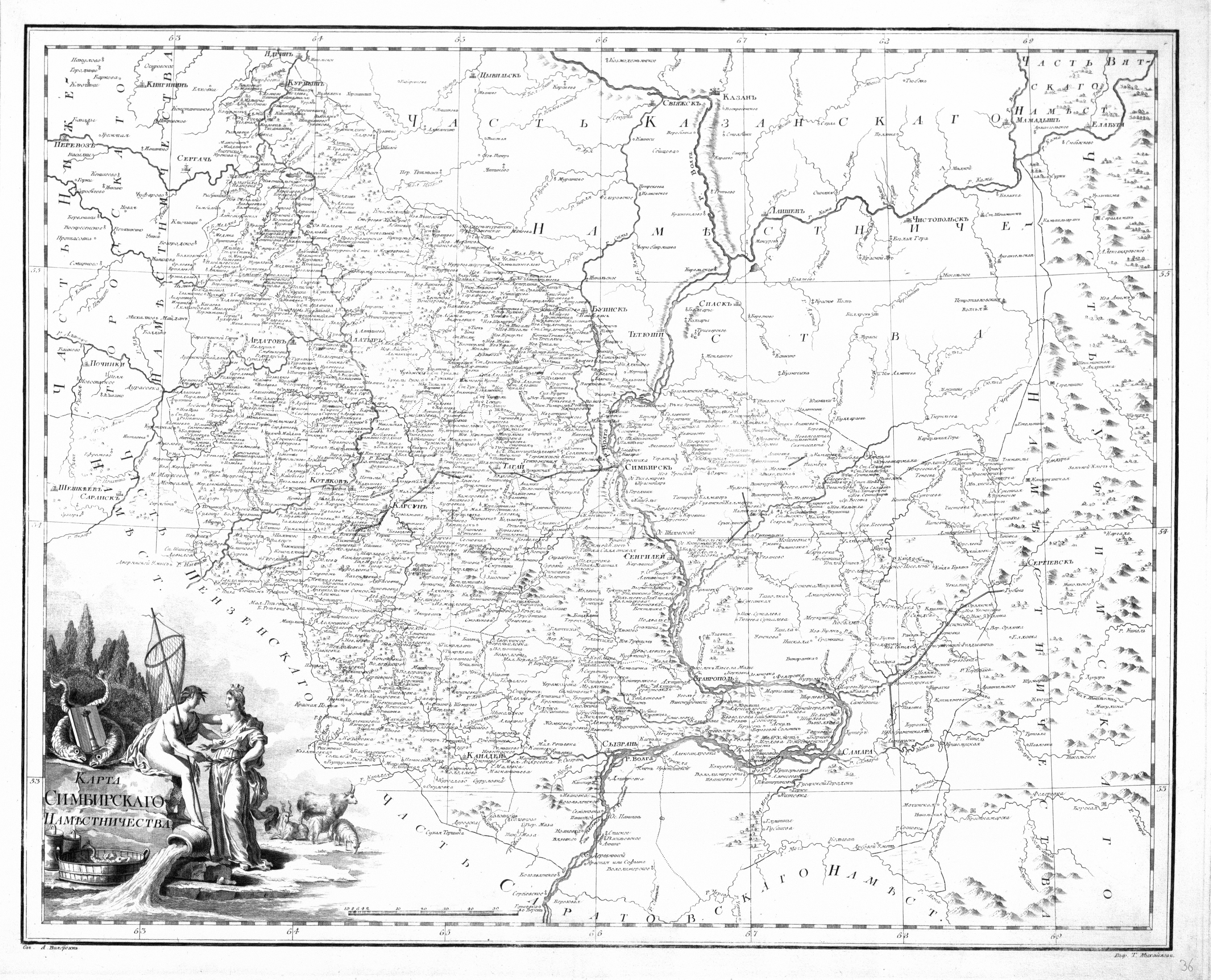
Карта Симбирского наместничества. А. Вилбрехт

## Население
- В 1780 г. деревня населена помещиковыми и дворцовыми крестьянами (43 и 2 «ревизских душ» соответственно)[1][2].
- В 1859 году в 53 дворах жило: 237 муж. и 239 жен.[4];
- На 1900 год в с-це Скорлядке (при рч. Елховом Ключе; н. р.) в 70 дворах жило: 214 м. и 233 ж.[5];